# Cryptoscenea serrata
Cryptoscenea serrata is een insect uit de familie van de dwerggaasvliegen (Coniopterygidae), die tot de orde netvleugeligen (Neuroptera) behoort. 
De wetenschappelijke naam Cryptoscenea serrata is voor het eerst geldig gepubliceerd door Meinander in 1979.